# Günter Petersmann
Günter Petersmann (* 21. April 1941 in Dortmund; † 23. Juni 2024) war ein deutscher Ruderer, der für die Bundesrepublik Deutschland antrat.

## Sportliche Laufbahn
Petersmann vom Dortmunder Ruderclub Hansa von 1898 war 1971 erstmals Deutscher Meister, als er mit dem Vereins-Achter siegte. Im Jahr darauf gewann er die Titel im Vierer ohne Steuermann und im Vierer mit Steuermann, wobei jeweils Reinhard Wendemuth, Bernd Truschinski, Günter Petersmann und Frithjof Henckel ruderten und nur Steuermann Günter Wohlgemuth dazukam. Bei den Olympischen Spielen 1972 in München ruderte Petersmann mit dem Deutschland-Achter auf den fünften Platz.
Günter Petersmann war gelernter Fernmeldemechaniker und arbeitete später bei der Deutschen Bundesbahn. Seine beiden Töchter Cerstin und Katrin nahmen beide im Rudern an Olympischen Spielen teil.
Neben seiner beruflichen Laufbahn beteiligte sich Petersmann am Aufbau des Bundesleistungszentrums Rudern in Dortmund. Als Trainer war er  vor allem mit dem Ruhr-Vierer erfolgreich, dem Boot mit Jörg Puttlitz und Norbert Keßlau vom Ruderclub Hansa und den Wittener Brüdern Volker und Guido Grabow, das 1983 und 1985 Weltmeister wurde. Von 1973 bis 1990 war Petersmann Bundestrainer beim Deutschen Ruderverband.